# やきぐりバンバン
『やきぐりバンバン』は、2009年4月22日から2009年10月31日まで毎日放送ラジオ（MBSラジオ）で水曜日 - 土曜日（火 - 金曜深夜）の24:30 - 25:00に放送されていたバラエティ番組。

## 概要
- 毎日放送ラジオ（MBSラジオ）でオンエア中のラジオ番組『ゴチャ・まぜっ!』、『イマドキッ』の兄弟番組にあたり、冒頭は、『ゴチャ・まぜっ!』と同様に「やきぐりバンバンコンマ1は、オレたち、○○、××、△△がやってまーす！」という挨拶でスタートする。『ゴチャ・まぜっ!』、『イマドキッ』と同様にラインマップグループの提供番組であったが、2009年10月中旬からスポンサーがなくなり、10月いっぱいをもって終了。月曜日から水曜日の「やきぐりバンバンコンマ1」から「やきぐりバンバンコンマ3」は、全28回、木曜日の「やきぐりバンバンコンマ4」は、全27回で終了[1]。

- 2009年4月19日の『またまたゴチャ・まぜっ！』の番組内で、出演者である西川貴教が「今度の木曜日から『やきぐりバンバンコンマ3 』が始まります。実は自分も今日スタジオに来て初めて、こんな番組が始まることを知りました」と発言するほど急遽始まった番組であるらしく、4月改編当初の段階では毎日放送公式サイトのタイムテーブルにも記載されておらず、当然、MBSの情報を基に作成されている『ラジオ番組表2009年春号』（出版元、三才ブックス）にも、この番組のことは一言も載っていない[2]）。

- 番組終了に伴い、宮野真守と眞鍋かをりは、『ゴチャ・まぜっ!』に、出演することとなった。

## 放送時間
- 水曜日 - 土曜日 0時30分 - 1:00（火 - 金曜深夜）

## 出演者
主に、2009年3月の番組改編で『ゴチャ・まぜっ!』・『イマドキッ』を降板したメンバーや、以前毎日放送ラジオで番組を担当していたアイドル・お笑い芸人・声優・ミュージシャンなどが出演している。特に水曜日は『ゴチャ・まぜっ!』水曜日とほぼ同じメンバーになっている。西川貴教やtetsuのように、現在も『ゴチャ・まぜっ!』に出演しながら、こちらの番組にも出演しているメンバーもいる。
- やきぐりバンバンコンマ1 水曜日（火曜深夜）
  - 河本準一（次長課長）、宮野真守、上原美優、もう中学生
- やきぐりバンバンコンマ2 木曜日（水曜深夜） 
  - KABA.ちゃん、友近、しずちゃん（南海キャンディーズ）、篠山輝信
- やきぐりバンバンコンマ3 金曜日（木曜深夜）
  - 西川貴教（T.M.Revolution[3]）、tetsu（L'Arc〜en〜Ciel）、眞鍋かをり
- やきぐりバンバンコンマ4～怪しい話 土曜日（金曜深夜）
  - 松嶋初音、木原浩勝、伊﨑央登（FLAME）